# 澳大利亞鎊
澳大利亞鎊（英語：Australian Pound）是1910年至1966年期間澳大利亞和聖誕島、科科斯群島、諾福克島、所羅門群島、諾魯、圖瓦盧、基里巴斯使用的貨幣，簡稱AUP或A£。在被澳元取代之前，澳大利亞鎊的匯率基本上和英鎊掛鉤。1966年2月14日，澳洲貨幣改採十進位制，原先的澳大利亞鎊當天起由澳元取代，匯率是2澳元等於1澳大利亞鎊。也就是說，1先令等於10分，10先令等於1澳元。

## 硬幣
- 半便士(Halfpenny)
- 1便士(Penny)
- 3便士(Threepence)
- 6便士(Sixpence)
- 1先令(Shilling)
- 2先令(Florin, 2 Shillings)
- 5先令(Crown)，僅在1937年-1938年間鑄造

## 鈔票
- 5先令(5 Shillings)
- 10先令(10 Shillings)
- 1鎊
- 5鎊
- 10鎊
- 50鎊(僅樣辦鈔，沒有正式發行)
- 100鎊(僅樣辦鈔，沒有正式發行)

## 外部連結
- Cruzi's Coins （页面存档备份，存于）
- Commonwealth Pre-Decimal Currency

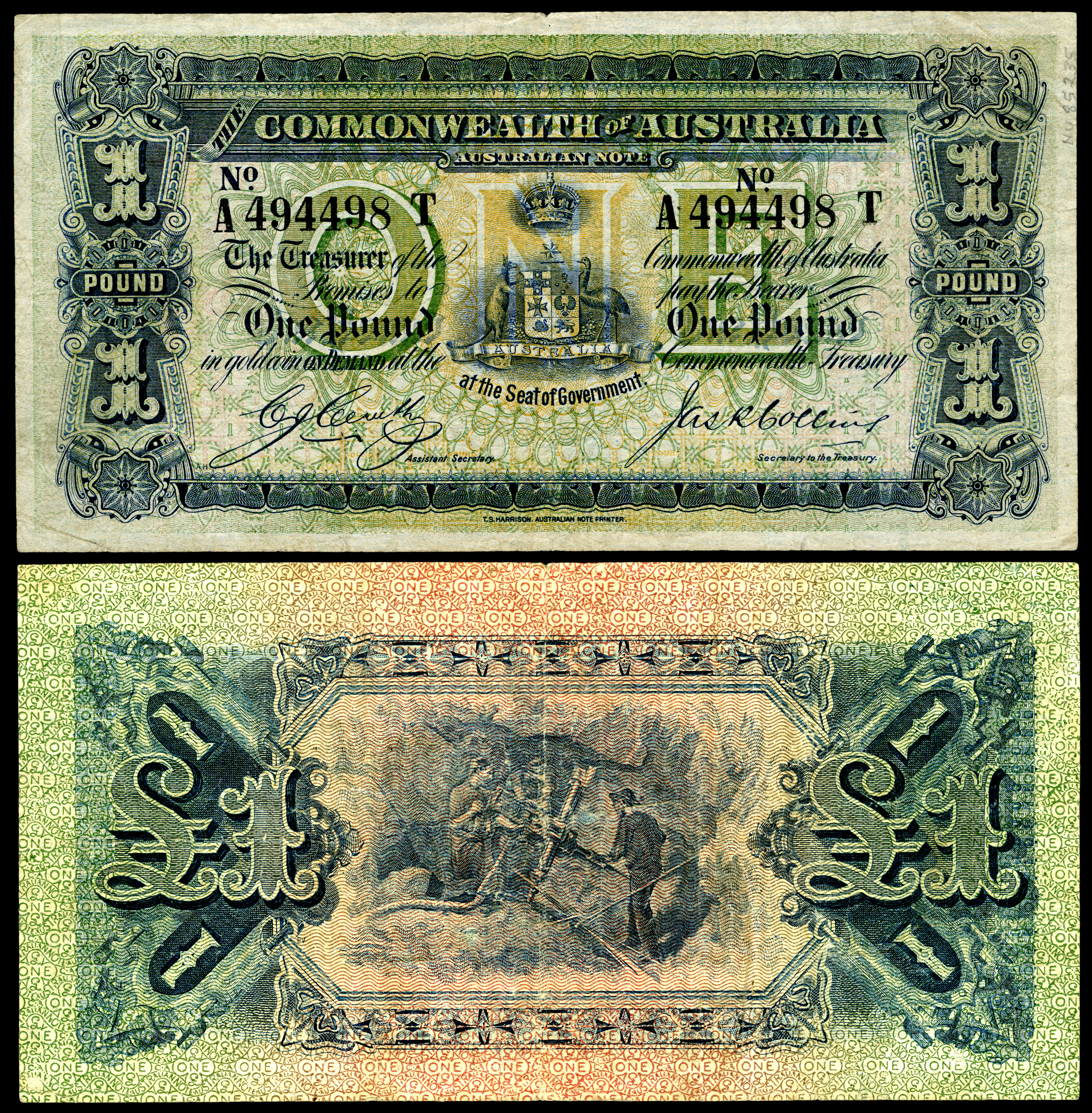

- Australian Pre-Decimal Coins
- gold coins